# Spryt (analiza transakcyjna)
Spryt to jedna z podstawowych gier omawianych w analizie transakcyjnej.
Teza Na poziomie społecznym są to racjonalnie prowadzone rozmowy, między dwoma lub więcej Dorosłymi, natomiast na poziomie psychologicznym są to transakcje między Dzieckiem, które swoim zachowaniem wywołuje złość u Rodzica, natomiast Rodzic w tej grze stara się być wzorem zachowania, wybaczając Dziecku jego zachowanie, za które przeprasza. Teza w tego typu grze z punktu widzenia agensa brzmi: Mogę niszczyć wszystko i przez cały czas otrzymywać od ciebie wybaczenie. 
W tej grze wygrywa cały czas Dziecko, jeżeli za swoje zachowanie otrzymuje rozgrzeszenie od Rodzica. Otrzymanie rozgrzeszenia czy wybaczenia jest też psychologiczną wypłatą dla agensa. W czasie tego typu gry agens dokonuje aktów zniszczenia, jednocześnie grzecznie przepraszając za swoje czyny, co powoduje skłonność drugiej strony do wybaczania i także grzecznego zachowania wobec agensa.
Antyteza Jeżeli grający w spryt Rodzic przemieni się w obiektywnego Dorosłego, może wówczas przedstawić swoją propozycję, żeby agens nie przepraszał za swoje zachowanie "Możesz doprowadzić do zniszczenia całego projektu, ale proszę, nie przepraszaj za to".
Cel Uzyskanie rozgrzeszenia.
Role Agresor (agens), Ofiara
Paradygmat transakcyjny
- poziom społeczny Dorosły - Dorosły
- poziom psychologiczny Dziecko - Rodzic

Posunięcia
- (I) Prowokacja - Uraza (II) Przeproszenie - Wybaczenie